# ستيف مويرز
ستيف مويرز (بالإنجليزية: Steve Moyers)‏ هو لاعب كرة قدم أمريكي في مركز الهجوم، ولد في 23 سبتمبر 1956 في سانت لويس في الولايات المتحدة. شارك مع منتخب الولايات المتحدة لكرة القدم. أما مع النوادي، فقد لعب مع سانت لويس ستارز وميلواكي وايف ونيويورك كوسموس.

## وصلات خارجية
- ستيف مويرز على موقع قاعدة بيانات كرة القدم.إي يو (الإنجليزية)
- ستيف مويرز على موقع أوليمبيديا (الإنجليزية)